# Rhamphomyia septembris
Rhamphomyia septembris är en tvåvingeart som beskrevs av White 1916. Rhamphomyia septembris ingår i släktet Rhamphomyia och familjen dansflugor. Inga underarter finns listade i Catalogue of Life.